# Lauenburg-Ratzeburgische Bibelgesellschaft
Die Lauenburg-Ratzeburgische Bibelgesellschaft wurde 1816 in Ratzeburg gegründet. Sie diente bis 2016 als Bibelgesellschaft im Bereich der Propstei Lauenburg im Kirchenkreis Lübeck-Lauenburg der Evangelisch-Lutherischen Kirche in Norddeutschland nicht dem Druck eigener Bibeln, sondern vor allem der Verbreitung andernorts gedruckter Bibeln sowie bibelpädagogischen Aktionen. Sie war von 1980 bis 2012  Mitglied des Vereins Nordelbische Bibelgesellschaften e. V. und bis 2016 an der Vollversammlung der Deutschen Bibelgesellschaft beteiligt.

## Vorgeschichte: Die Ratzeburger Bibeln
Der Ratzeburger Buchdrucker Sigismund Hoffmann heiratete 1691 die Witwe seines Vorgängers Niclas Nissen und übernahm die Druckerei auf dem Domhof Ratzeburg. Er machte sich dadurch einen Namen, dass er schon 1692 eine plattdeutsche und 1695 eine hochdeutsche Bibel mit Bildern druckte. In der Vorrede zu der nach Lüneburger Vorbild gedruckten hochdeutschen Bibel bezeichnete der Verleger das von ihm gedruckte Buch „als das neu aufpolierte Schwert des Herrn“, das er den fünf Hauptkirchen Hamburgs anheften möchte. Die Hansestadt stellte er in Bild und Wort als einen Berg Zion dar, von wo die Bibel in alle Lande leuchtet und „strahlet bis an der Welt Ende“. Hamburg hatte damals den Ruhm, trotz der von allen Seiten anstürmenden Feinde der Bibel den Schatz des reinen Worts bewacht und behalten zu haben. Auf dem Kupferstich eingangs der Bibel sind „die verschiedenen Widersacher, nämlich die Papisten, die Vernunftchristen, die Atheisten, die Mystiker, die das innere Licht gegen das Wort ausspielen, und die Buchstabentheologen, die um die Hülsen kämpfen“, zu sehen, wie sie der Skulpteur Winterstein dargestellt hat. Diese Widmung Sigismund Hoffmanns machte den Glaubensstand der umgebenden Landeskirchen deutlich. 1690 war in der Ratzeburger Druckerei der lutherische Katechismus des mecklenburgischen Superintendenten Hector Mithobius aus dem Jahr 1650 neu verlegt worden. Und was von Hamburg zu sagen war, galt auch für Lübeck, Lüneburg, Lauenburg und Mecklenburg, wo man auf Bibel, Katechismus und Luthers reiner Lehre das Kirchenwesen aufbaute.
Als eigentliche „Ratzeburger Bibel“ gilt jedoch eine dritte Ausgabe: 1702 druckte „auf Veranlassung eines christlichen Freundes in Lübeck der Ehrenveste und Kunst-Erfahrne Herr Sigismund Hoffmann, wohlbenahmter Buchdrucker in Ratzeburg, ein unschätzbares Bibel-Buch sauber und reinlich“. Der Text dieser Bibel entspricht der bei Kaspar Holwein in Stade im Jahr 1698 gedruckten Lutherbibel. Um den sogenannten Stader Text hatte sich der Generalsuperintendent der Herzogtümer Bremen und Verden, Johann Dieckmann (1647–1720) verdient gemacht. Dieckmann war zwar in weiten Kreisen der lutherischen Orthodoxie wegen seiner Wertschätzung von Johann Arndts Wahrem Christentum als Pietist und wegen seiner Duldsamkeit gegenüber den Reformierten als Kryptocalvinist in Verruf geraten, doch wurde seine wissenschaftliche Bibelarbeit auch vom lutherischen spätorthodoxen Lübecker Superintendenten Georg Heinrich Götze positiv gewürdigt. Dieckmann war vor allem ein guter Orientalist und ein Vorläufer der deutschen Philologie.
Der gründlich revidierte Text der Stader Bibel bildete nicht nur die Grundlage der Ratzeburger, sondern auch der weitverbreiteten Canstein-Bibel. Zweifelsohne war es der beste, von Druckfehlern gereinigte Luthertext, der auch mit den Wittenberger Bibelausgaben von 1557, 1565 (Hans Lufft) und 1575 (Schwertel) und den späteren Lüneburger Editionen verglichen worden war. Orthographie und Zeichensetzung erscheinen normalisiert und nach der „Concordanz-Bibel“ von Friedrich Lankisch (1618–1669) vereinheitlicht.

## Geschichte

### Das Gründungsjahr
Es ist nicht einfach, ein unzweideutiges und unbestreitbares Datum für die Gründung der Lauenburg-Ratzeburgischen Bibelgesellschaft anzugeben. Der Gründung war eine längere Vorbereitungsphase vorausgegangen. 1816 hatte der schottische Pfarrer Dr. Ebenezer Henderson Ratzeburg aufgesucht und die Zweckmäßigkeit einer Bibelgesellschaft angeregt. Am 18. August 1816 wurde dann in Anwesenheit des lauenburgischen Superintendenten Carl Johann Conrad Wynecken und einer Reihe von Notabeln, darunter Graf Cay Friedrich von Reventlow als Gouverneur für Lauenburg, beschlossen, eine Bibelgesellschaft zu gründen. Auch wurde ein Satzungsentwurf grundsätzlich akzeptiert.
Zwei Jahre später, am 29. Oktober 1818, wurde in Anwesenheit von Dr. Henderson zu einer Gründungsversammlung eingeladen. Bei dieser Versammlung wurde die Bibelgesellschaft, die an sich bereits bestand, Mitglieder hatte und auch Beiträge einsammelte, offiziell gegründet. Ein drittes Datum wäre der 30. Juni 1819. An diesem Tage wurden durch die Mitglieder der Bibelgesellschaft die „Gesetze der Gesellschaft“ bestätigt. Da das Treffen im August 1816 bereits Beschlusscharakter besaß und eine Satzung grundsätzlich akzeptiert wurde, könnte dieses Jahr als Gründungsjahr gelten.

### Gründung und Genehmigung
Als Cay Friedrich von Reventlow, der ältere Bruder von Graf Fritz von Reventlow in Emkendorf, 1816 das Amt des Gouverneurs und Landdrosts des für Dänemark gewonnenen Herzogtums Lauenburg annahm, wurde die Verbreitung des biblisch fundierten Glaubens sein persönliches Anliegen. Nicht nur als erster offizieller Patron, sondern als gläubiger Christ förderte er in jeder Hinsicht die Verbreitung der Bibel durch die Arbeit der Lauenburg-Ratzeburgischen Bibelgesellschaft. Für fast zwanzig Jahre diente er dieser Bibelgesellschaft als ihr Präsident. 1834 starb er als letzter Vertreter des dänisch-deutschen Adelskreises um Andreas Peter von Bernstorff.
Im August 1816 erschien Dr. Ebenezer Henderson, Agent der British and Foreign Bible Society (BFBS) und später in England Professor für orientalische Sprachen, in Ratzeburg, um die Gründung einer Bibelgesellschaft zur Verbreitung der Heiligen Schrift anzuregen. Ratzeburg war eine weise Wahl, denn in dieser Stadt waren die Kirchen zweier Länder vertreten: die Kirche des (damals dänischen) Herzogtums Sachsen-Lauenburg und die Kirche des zum Großherzogtum Mecklenburg-Strelitz gehörenden Fürstentums Ratzeburg.
Zum 18. August 1816 hatte der lauenburgische Konsistorialrat und Superintendent Karl Johannes Conrad Wynecken eine Anzahl der angesehenen Einwohner von Ratzeburg zu einer Zusammenkunft mit Dr. Henderson in seinem Hause eingeladen. Dr. Henderson legte der Versammlung einen gedruckten, im Allgemeinen gefassten Entwurf zur Gründung einer Bibelgesellschaft vor.
Schon am 20. September 1816 erfolgte die Genehmigung durch König Frederik VI. von Dänemark und am 1. Oktober 1816 durch Großherzog Carl von Mecklenburg-Strelitz. So wurde die Sache der Bibelgesellschaft zu einer öffentlichen, vom Staate anerkannten und in dessen Schutz gestellten Angelegenheit, wie die damals anlässlich der Genehmigungen ausgesprochenen Gesinnungen der Herrscher deutlich zu erkennen geben.

### Unterstützungen
Nach langen Beratungen zwischen dem dänischen Gouverneur von Reventlow und den beiden leitenden Geistlichen, Konsistorialrat und Dompropst Carl Gottlob Heinrich Arndt für das Fürstentum Ratzeburg und dem Nachfolger Wyneckens, dem Superintendenten Friedrich Christian Block für die sachsen-lauenburgische lutherische Landeskirche, erhielten alle Pastoren am 13. April 1818 eine gedruckte Aufforderung, sich um die Sammlung von Unterschriften für die geplante Bibelgesellschaft zu bemühen und für Beiträge an sie einzusetzen.
Von den 35 Kirchspielen, 27 im Herzogtum Lauenburg, acht im Fürstentum Ratzeburg, folgten 33 Kirchspiele dem Aufruf und lieferten auch ansehnliche Beiträge. Die Anzahl derer, die Geld gestiftet hatten, belief sich auf 1.091. Mitglieder und Wohltäter setzten sich zusammen aus bemittelten und Unbemittelten, aus Handwerkern, Bauern („Gottes Wort mut holpen warden!“), Tagelöhnern, Witwen, Knechten und Dienstmägden. Beiträge waren inzwischen auch von Schulen im Fürstentum Ratzeburg und Herzogtum Lauenburg eingegangen. Am 26. November 1818 hatten außerdem 33 Domschüler in Ratzeburg einen Verein zur Verbreitung der Bibel gegründet.
Bei einer Versammlung am 29. Oktober 1818 wurde die Bibelgesellschaft, die an sich bereits bestand, im Beisein von Dr. Henderson offiziell gegründet. Nachdem Superintendent Friedrich Christian Block einen Bericht über den Erfolg der bisherigen Bemühungen gegeben hatte, wurde zur einstweiligen Geschäftsführung ein „engern Ausschuß“ aus zwölf Mitgliedern gebildet. Die Prediger aller Gemeinden wurden ersucht, „ein Verzeichnis der sich bei ihnen um Bibeln meldenden Personen, deren Armuth und Rechtlichkeit ihnen bekannt sei, einzusenden, um zu bestimmen, ob denselben der ganze Preis, oder ein Viertel, die Hälfte oder drei Viertel desselben zu erlassen sei“.
Am 30. Juni 1819 wurde eine Mitgliederversammlung im Saal des Ratskellers zu Ratzeburg abgehalten, um die 14 Paragraphen der „Gesetze der Gesellschaft“ zu bestätigen. Fünfzehn Vertreter der Lauenburger und Ratzeburger Gemeinden nahmen an der Veranstaltung teil. „Der Zweck der Gesellschaft ist die Verbreitung der Heiligen Schrift nach der Lutherischen Übersetzung ohne Anmerkungen und Erklärungen.“
Die neue Bibelgesellschaft erhielt 150 Pfund Sterling von der BFBS aus London, 100 Pfund über das Altonaer Kaufhaus Gilbert van der Smissen und für 50 Pfund 405 Neue Testamente. Von der Schleswig-Holsteinischen Bibelgesellschaft wurden zunächst einmal 100 Schul- und 50 Handbibeln, und bei der Helwingschen Hofbuchhandlung in Lemgo 400 Schulbibeln gekauft. Schon im ersten Jahr der Tätigkeit wurden 492 Bibeln ausgegeben.
Viele erfreuliche Nachrichten kamen aus dem Arbeitskreis der Bibelgesellschaft und aus den Kirchengemeinden. Der erste Hilfsverein wurde in Herrnburg, der zweite zu Seedorf gegründet. Außerdem waren die Gründungen von Hilfsvereinen in Lauenburg, Selmsdorf, Sahms und Hohenhorn zu erwarten.
Eine rege Korrespondenz und ein Austausch von den gedruckten Jahresberichten wurde mit den Bibelgesellschaften in London, Schleswig, Hannover, Hamburg-Altona, St. Petersburg, Kopenhagen und Stuttgart gepflegt. Diese Berichte wurden nicht nur gelesen, Teile davon wurden in den eigenen Veröffentlichungen abgedruckt und auch kommentiert. Der „engern Ausschuß“ traf sich in den ersten Jahren des Bestehens fast monatlich entweder im Hause des Gouverneurs, in der fürstlichen Propstei oder in der Superintendentur. Auffallend ist die fast vollzählige Beteiligung der zwölf Ausschuss-Mitglieder an den Sitzungen.

### Bibelfeste
Hatte die erste öffentliche Bibel-Feier 1820 im Ratzeburger Dom stattgefunden, so wurde das zweite öffentliche Bibelfest am 27. Juni 1822 in der Stadtkirche St. Petri zu Ratzeburg begangen. Mit einer gewissen Genugtuung wurde 1823 festgestellt, dass in den letzten sechs Jahren 4.501 Bibeln und 295 Neue Testamente ausgegeben worden waren. Dennoch wurde mit Sorge und Kümmernis bemerkt, dass es mehrere Kirchengemeinden gab, „in welche noch bis jetzt keine einzige oder doch nur sehr wenige Bibeln gekommen sind“. Eindrucksvoll und informativ sind die vielen Briefe und Berichte an den „engern Ausschuß“ über die Arbeit der Bibelgesellschaften in Berlin, Dresden, Breslau, Greifswald, Rügen, Rostock, Hamburg, Lübeck, Hannover und Schleswig-Holstein.
Die dritte öffentliche Feier der Bibelgesellschaft wurde turnusgemäß am 24. Juni 1824 wieder in der Domkirche gehalten. Zwei Jahre später wurde das vierte Bibelfest am 22. Juni 1826 wiederum in der Stadtkirche gehalten. Im „engern Ausschuß“ wurde am 15. März 1827 beschlossen, einmal jährlich in allen Kirchengemeinden (so im Kirchenkreis Herzogtum Lauenburg bis heute) eine Kollekte für die Arbeit der Bibelgesellschaft abzuhalten, und zwar für die Gemeinden im Herzogtum Lauenburg am Sonntag Trinitatis (später auch am Reformationsfest), für die Gemeinden im Fürstentum Ratzeburg am Reformationsfest.
Die fünfte öffentliche Feier, verbunden mit der Versammlung der Bibelgesellschaft, fand am 17. Juni 1835 in der Stadtkirche statt. Die Predigt hielt der neue Superintendent Carl Friedrich Wilhelm Catenhusen, der über den unschätzbaren Wert der Bibelverbreitung sprach.
Inzwischen war es zur Gepflogenheit geworden, dass die öffentlichen Bibelfeste abwechselnd in den beiden Hauptkirchen Ratzeburgs abgehalten wurden. Die Feier am 14. Juni 1837 fand in der Domkirche statt, wo der Dompropst Konsistorialrat M. Karl Genzken die Predigt hielt.
Nach fast zwanzigjährigem Bestehen zählte die Bibelgesellschaft 65 Mitglieder und 136 Wohltäter. Um das Bibellesen in den Gemeinden zu fördern, wurde angeregt, „wie es bereits von Predigern in vielen Gemeinden unseres deutschen Vaterlandes eingeführt ist, am Sonntag nachmittags eine Stunde auf eine öffentliche Bibellehre zu verwenden, um ein richtiges Verständnis des Wortes Gottes zu vermitteln“.
Höhepunkte im Leben der Bibelgesellschaft waren nun die regelmäßig alle zwei Jahre gehaltenen Bibelfeste in Ratzeburg. Am 17. Oktober 1845 wurde vom Präsidenten bemerkt, dass „nicht nur unter uns, sondern auch in den uns rings umgebenden Nachbarländern Mecklenburg, Holstein, Hannover, die Klage erhoben wurde, dass während der Eifer für die Missionstätigkeit immer erfreulicher wachse, es schwerer halte, die Gemüter für das Werk der Bibelgesellschaften durchgreifender zu gewinnen“.
Mit dem Abbruch der Verbindungen zu der BFBS durch den Apokryphenstreit bildete sich eine besondere Eigenart bei den kontinentalen Bibelgesellschaften bezüglich der Bibelverbreitung heraus. Die bestand darin, dass man nicht nur für die Verbreitung, sondern auch für das Lesen und für das Verstehen des Wortes Gottes Verantwortung empfand. Immer wieder wurde demnach von dem Gebrauch der Bibel in Hauskreisen berichtet und auch dem Dienstpersonal das Lesen der Heiligen Schrift empfohlen.

### Bibelboten
Über die Verwendung und Anstellung von Bibelboten gab es im „engern Ausschuß“ sehr unterschiedliche Meinungen. Die Schleswig-Holsteinische Bibelgesellschaft nahm 1838 diese Art der Arbeit auf, was jedoch von einigen Zweig- und Nachbargesellschaften kritisch gesehen wurde, da sie sich durch die Tätigkeit der Bibelboten in ihrer Arbeit eingeengt fühlten. Der Oberkirchenrat in Schwerin erklärte 1851, dass es für einen Verein nicht statthaft sei, einen Kolporteur anzustellen, der ein kirchliches Amt wahrzunehmen hatte. Einem Kolporteur der BFBS hatte Präsident Theodor Kliefoth 1853 die Lizenz entzogen, wahrscheinlich weil er vermeiden wollte, dass in Mecklenburg Bibeln ohne Apokryphen verbreitet würden. Durch Bibelboten wurden dennoch in Deutschland allein 28.000 Bibeln verkauft.
Auch unter den Mitgliedern des „engern Ausschusses“ in Ratzeburg wurde die Frage aufgeworfen, „ob es zweckmäßig sein dürfte, durch Stiftung von Bibelvereinen und durch Kolporteure die Bibel zu verbreiten“. Offensichtlich wurde die Antwort zu diesem Anliegen durch den § 4 der 1854 revidierten Gesetze der Lauenburg-Ratzeburgischen Bibelgesellschaft gegeben: „In der Regel geschieht die Austeilung durch die Lauenburgischen und Ratzeburgischen Prediger, sowie durch die Schriftführer.“
Der neue Entwurf der Gesetze entsprach im Wortlaut mehr oder weniger den Gesetzen vom 30. Juni 1819. Festgelegt wurde jedoch, dass die „allgemeine Versammlung“ alle zwei Jahre im Anschluss an das abwechselnd in der St. Petri- und in der Domkirche zu feiernde Bibelfest stattzufinden habe, und dass nach der Predigt einer der Schriftführer den Bericht über die bisherige Tätigkeit geben sollte.

### Veränderungen und Entwicklungen im 19. Jahrhundert
Als 1853 Superintendent Catenhusen starb, verlor nicht nur die Bibelgesellschaft einen bibeltreuen und gewissenhaften Direktor. Auch für die lauenburgische Kirche war er zweifellos bis dahin der bedeutendste Superintendent gewesen. Sein Nachfolger, Superintendent Albert Robert Brömel, diente für über 30 Jahre der Bibelgesellschaft als der lauenburgische Direktor. Ab 1859 wurde die kommenden dreißig Jahre das Fürstentum Ratzeburg von dem Dompropst Johannes Rußwurm vertreten.
Bemerkenswert ist die augenfällige Veränderung der gesellschaftlichen Struktur der Mitglieder und Wohltäter der Bibelgesellschaft. Waren 1820 noch viele Tagelöhner, Knechte, Dienstmädchen, Hofgesinde, Schäfer, Schneider- und Maurergesellen unter den Mitgliedern der Bibelgesellschaft, so setzte sich die Mitgliedschaft vierzig Jahre später fast ausschließlich aus Pastoren, Kammerherren, Gutsbesitzern, Senatoren und Offizieren zusammen. Zeitgeschichtlich bedeutsam ist in dem Zusammenhang, dass der Adel im Herzogtum Lauenburg eine starke Stellung einnahm und es ihm möglich war, die durch einen Rezess von 1702 bestätigte landständische Verfassung über das Zeitalter des Absolutismus hinaus zu retten und bis 1876 zu erhalten.
Unter den adeligen Mitgliedern der Bibelgesellschaft erscheinen folgende Namen: Regierungspräsident Ludwig Ferdinand Graf von Kielmannsegg, der von 1864 bis 1868 der Bibelgesellschaft als Präsident diente, Landrat Graf von Bernstorff, Oberlanddrost Graf von Eyben, Geheimrat von Moltke, Kammerherrin von Plessen, Kammerherr von Lasson, Frau von Bülow, Justizrat von Oertzen, Oberforstmeister von Wasmer, Major von Linstow und Hofgerichtsrat von Hein.
Nach dem Tod von Kardorffs übernahm im November 1864 der Regierungspräsident Graf von Kielmannsegg als Präsident die oberste Leitung der Bibelgesellschaft. Die politische Situation für das Herzogtum hatte sich grundsätzlich geändert. Seit 1816 war das Herzogtum Lauenburg dänische Krondomäne gewesen und hatte sich als solche ihr altständisches Stillleben bewahrt. Nach dem Deutsch-Dänischen Krieg hatte die Ritter- und Landschaft des Herzogtums beschlossen, sich unter Wahrung der Landesverfassung als selbständiges Herzogtum dem Königreich Preußen anzuschließen. Am 13. September 1865 erkannte Preußen die Landesrechte an, zwölf Tage später fand in Gegenwart von König Wilhelm I. und Bismarck die feierliche Huldigung der Stände in Ratzeburg statt.
Bei der Generalversammlung am 6. September 1882, die dem Bibelfest in der Domkirche zu Ratzeburg folgte, waren 15 Pastoren zugegen, um die Gesetze der Lauenburg-Ratzeburgischen Bibelgesellschaft zu ändern. Die 14 Paragraphen der geänderten Gesetze wurden dem 18. Bericht über die Jahre 1874–1883 beigefügt. Es wurde beschlossen, dass 1.000 Exemplare der „Gesetze“ bald möglichst gedruckt und verteilt würden.
Im Januar 1885 bahnte sich die erste finanzielle Krise an. In den Jahren 1874–1882 fielen die Einnahmen, sowohl aus Beiträgen als auch aus Kollekten. Auch der Erlös vom Bibelverkauf war rückläufig. Für den 25. Juni 1885 wurde eine Generalversammlung einberufen, zu der 17 Pastoren, zwei Rektoren, ein Senator und ein Seminarleiter erschienen. Die Pastoren wurden aufgefordert, baldmöglichst das Defizit durch Spenden zu beseitigen. Ein Jahr später war das Defizit gedeckt.
Im 19. Bericht von 1888 konnte mitgeteilt werden, dass die Bibelgesellschaft in den ersten 70 Jahren ihres Bestehens 32.680 Bibeln und 584 Neue Testamente ausgegeben hatte. Die Berichte der nächsten Jahre waren weitgehend von dringenden Mahnungen an die Amtsbrüder sowohl zur Beitragszahlung als auch zur pünktlichen Kollektenablieferung bestimmt.
Am 12. September 1888 fand in der Stadtkirche noch ein Bibelfest mit einem Pastor aus dem Fürstentum als Prediger statt. Für mehrere Jahre wurde dann aber von weiteren Bibelfesten abgesehen, so dass man sich 1895 endlich entschloss, das traditionelle Bibelfest mit dem Missionsfest des Fürstentums Ratzeburg am 25. Juni 1896 zu verbinden.

### Entwicklungen im 20. Jahrhundert
Nach elf Jahren fand 1907 wieder einmal ein Bibelfest zusammen mit einem Missionsfest in Ratzeburg statt.
Eine entscheidende Wende für die Bibelgesellschaft trat im Sommer 1910 mit der Vorbereitung einer neuen Satzung ein. Am 20. September desselben Jahres versammelten sich 26 Mitglieder, davon 23 Geistliche, zwei Beamte und ein Buchbinder, und akzeptierten die 22 Paragraphen der neuen Statuten, die in vieler Hinsicht den Geist eines Vereins widerspiegelten. Am 14. Oktober 1910 wurde die Lauenburg-Ratzeburgische Bibelgesellschaft in das Vereinsregister in Ratzeburg unter der Nr. 13 eingetragen.
Schon wenige Wochen nach Beginn des Ersten Weltkrieges entsprach der Vorstand der Bibelgesellschaft dem Antrag des Zentral-Ausschusses für Innere Mission, Bibeln zur Verteilung an die Soldaten im Felde und in den Lazaretten bereitzustellen. Da die Beziehungen zur British and Foreign Bible Society, der Muttergesellschaft aller deutschen Bibelgesellschaften, durch den Krieg belastet war, trafen sich die Vorstände der deutschen Bibelgesellschaften in Halle.
In den Nachkriegsjahren kam abermals die Problematik der Traubibeln auf. Selbstverständlich war man sich bewusst, dass die Verbreitung der Traubibel den Übergang von der karitativen zur kommerziellen Art der Bibelverbreitung signalisierte.
Zweifelsohne ging die Bibelgesellschaft schweren Zeiten entgegen. Das in 100 Jahren zusammengesparte Arbeitskapital der Bibelgesellschaft war durch die Inflation verloren gegangen. Um die wirtschaftliche Lage zu verbessern, wurde vorgeschlagen, dem Beispiel anderer Bibelgesellschaften folgend (z. B. der Eutiner Bibelgesellschaft), nicht nur Bibeln, sondern auch Gesangbücher anzubieten. Dieser Vorschlag wurde jedoch abgelehnt, da es die Statuten nicht erlaubten.
Es ist schwer, das Datum festzustellen, wann die Ratzeburger Dompropstei die Mitverantwortung für die Bibelgesellschaft aufgab. Am 3. September 1935 traf sich der aus neun Mitgliedern bestehende Verwaltungsausschuss in der Landessuperintendentur. Dieser Anlass war wohl das letzte Mal, dass ein aus mehreren Mitgliedern bestehender Verwaltungsausschuss zusammenkam.
Zu Beginn des Zweiten Weltkrieges verteilte die Bibelgesellschaft das von der Württembergischen Bibelgesellschaft hergestellte Bibelbüchlein mit ausgewählten Bibelworten „Drum gehet tapfer dran“, Bibelworte für Soldaten.
Die 1835 beschlossene Sitte, am Reformationsfest für die Arbeit der Bibelgesellschaft in den Kirchengemeinden zu kollektieren, wurde spätestens 1940 abgeschafft, da am Reformationstag für den Gustav-Adolf-Verein gesammelt und die Kollekte für die Bibelgesellschaft auf den 27. Oktober oder 17. November verlegt wurde. Auch in den folgenden Jahren wurde nicht mehr am Reformationsfest für die Bibelgesellschaft kollektiert.
Am 21. Juli 1941 wandte sich Hauptpastor Wilhelm Waldemar Meyer von der Schleswig-Holsteinischen Bibelgesellschaft an die Lauenburg-Ratzeburgische Bibelgesellschaft mit dem Vorschlag, „ob sie etwa geneigt sei, sich mit uns zu vereinigen, da in jeder Landeskirche nur eine Bibelgesellschaft bestehen sollte“. Da aber auch die Kirchengemeinden der mecklenburgischen Dompropstei Ratzeburg noch der Bibelgesellschaft angehörten, sah man von diesem Schritt ab.
Am 1. November 1941 bestand der geschäftsführende Ausschuss der Bibelgesellschaft nach § 16 der Statuten von 1910 aus dem Landessuperintendenten und dem zweiten Pastor an St. Petri-Ratzeburg als Schrift-, Buch- und Rechnungsführer. Dieses Modell der Geschäftsführung hat sich bis November 2016 behauptet. Die letzte Satzungsänderung wurde am 6. November 1989 beschlossen und im Vereinsregister des Amtsgerichts Ratzeburg eingetragen.
Eine Bibelausstellung 1974 bot den Rahmen für Bibelarbeiten unter dem Thema „Das Wort bleibt“ in der Ratzeburger Stadtkirche St. Petri. Im Herbst 1987 fanden zwei Bibelausstellungen in Ratzeburg statt. Die Arbeit der Bibelgesellschaft, nämlich die Verbreitung des Wortes Gottes, hat sich in den achtziger Jahren stetig erwiesen, indem jährlich an die 500 Bibeln und 150 Bibelteile verkauft wurden.
Am 27. Oktober 1991 feierte die Lauenburg-Ratzeburgische Bibelgesellschaft ihr 175-jähriges Bestehen mit einem Fest- und Dankgottesdienst in der St.-Petri-Kirche Ratzeburg sowie anschließendem Vortrag über die Arbeit der Bibelgesellschaft und Herausgabe einer Festschrift zu diesem Anlass.

### Bibelladen und Bibelfeste
Am 3. März 2000 wurde ein Bibelladen in der Schrangenstraße 3 in Ratzeburg eröffnet. Das Angebot des Bibelladens umfasst das gesamte Sortiment der Deutschen Bibelgesellschaft. Im Bibelladen können Bibeln, Kinderbibeln, biblische Kinder- und Jugendbücher, Sachbücher, Geschenkbücher, Computerbibeln und vieles mehr erworben werden.
Ein weiteres Angebot des Bibelladens ist ein portabler Büchertisch, der für Gemeinde- und Schulfeste ausgeliehen werden kann. Außerdem kommen die ehrenamtlichen Mitarbeiter der Bibelgesellschaft in andere Kirchengemeinden, um beispielsweise empfehlenswerte Kinderbibeln oder Neuerscheinungen vorzustellen.
Am 12. Mai 2001 lud die Bibelgesellschaft zu einem zwölfstündigen Fest rund um die Bibel in die St.-Petri-Kirche Ratzeburg ein. Interessierte Besucher waren eingeladen, ihren Lieblingstext aus der Bibel vorzulesen. Am Abend fand eine Podiumsdiskussion zum Thema „Was bedeutet mir die Bibel in meinem Leben?“ statt.
Am 26. Januar 2003 feierte die Bibelgesellschaft mit den Teilnehmern der „Bibelentdeckertour 2003“ für Kinder- und Jugendgruppen einen Festgottesdienst in der St.-Petri-Kirche Ratzeburg. Ein Bibelfest für Erwachsene folgte am 5. April 2003 im Haus der Bibelgesellschaft, Schrangenstr. 2, in Ratzeburg. Die Festpredigt am nächsten Tag zum Thema „Familiengeschichten“ hielt Propst Peter Godzik.

### Auflösung
Am 16. November 2016 wurde im Anschluss an einen Abendgottesdienst in der Ratzeburger St.-Petri-Kirche für 200 Jahre Lauenburg-Ratzeburgische Bibelgesellschaft gedankt und der Verein aufgelöst. Die bibelpädagogische Arbeit wird künftig in der Schleswig-Holsteinischen Bibelgesellschaft fortgesetzt.